# Ixora yaouhensis
Ixora yaouhensis är en måreväxtart som beskrevs av Rudolf Schlechter. Ixora yaouhensis ingår i släktet Ixora och familjen måreväxter. Inga underarter finns listade i Catalogue of Life.